# Langues en Grèce
Le grec est de facto la langue officielle de la Grèce.
L'anglais est la principale langue étrangère des Grecs et est la langue de nombreux migrants (Érythréens, Nigérians, Éthiopiens, Pakistanais, Soudanais, etc.). Il est très présent partout en Grèce chez les plus jeunes, et dans le secteur du tourisme.
Le français est surtout parlé dans les classes aisées et parmi les intellectuels, et reste la deuxième langue étrangère la plus connue des Grecs juste devant l'allemand, y compris dans le secteur du tourisme. La Grèce est un État membre de l'Organisation internationale de la francophonie depuis 2004 ainsi que de l'Assemblée parlementaire de la francophonie depuis 2011.
L'allemand est parlé par plus de 200 000 Grecs retraités, rentrés au pays, et qui travaillaient en Allemagne ou en Autriche, et l'allemand est aussi parlé par 300 000 Grecs plus jeunes, qui travaillent surtout dans le secteur du tourisme.
L'italien est aussi très parlé. Dans le cas de certaines îles de la mer Égée, l'italien est très présent, car certaines de ces îles furent des colonies italiennes entre 1912 et 1947, et furent rattachées à la Grèce entre 1947 et 1949 (dont Rhodes).

## Éducation
Le taux d'alphabétisation en 2015 est estimé à 98 % selon la CIA.

### Langues étrangères
Les langues étrangères les plus étudiées en pourcentage d’élèves qui les apprennent dans l’enseignement primaire (CITE 1) en 2009/2010 sont les suivantes :
| Rang |
| ---- |
| 1    |
| 2    |
| 3    |

| Langue   | %      |
| -------- | ------ |
| Anglais  | 96,1 % |
| Français | 24,4 % |
| Allemand | 22,4 % |

Les langues étrangères les plus étudiées en pourcentage d’élèves qui les apprennent dans l’enseignement secondaire inférieur (CITE 2) en 2009/2010 sont les suivantes, :
| Rang |
| ---- |
| 1    |
| 2    |
| 3    |
| -    |
| -    |

| Langue   | %      |
| -------- | ------ |
| Anglais  | 99,2 % |
| Français | 48,0 % |
| Allemand | 43,2 % |
| Russe    | 0,0 %  |
| Espagnol | -      |

Les langues étrangères les plus étudiées en pourcentage d’élèves qui les apprennent dans l’enseignement secondaire supérieur (CITE 3) d’orientation générale et préprofessionnelle/professionnelle en 2009/2010 sont les suivantes :
| Rang |
| ---- |
| 1    |
| 2    |
| 3    |

| Langue   | %      |
| -------- | ------ |
| Anglais  | 83,7 % |
| Français | 6,0 %  |
| Allemand | 2,1 %  |

Les pourcentages d'élèves étudiant l'anglais, le français, l'allemand, l'espagnol et le russe dans l’enseignement secondaire supérieur (niveau CITE 3) d’orientation générale en 2009/2010 sont les suivants :
| Rang |
| ---- |
| -    |
| -    |
| -    |
| -    |
| -    |

| Langue   | %      |
| -------- | ------ |
| Anglais  | 91,4 % |
| Français | 6,9 %  |
| Allemand | 2,9 %  |
| Russe    | 0,0 %  |
| Espagnol | -      |

Les pourcentages d'élèves étudiant l'anglais, le français, l'allemand, l'espagnol et le russe dans l’enseignement secondaire supérieur (niveau CITE 3) d’orientation préprofessionnelle/professionnelle en 2009/2010 sont les suivants :
| Rang |
| ---- |
| -    |
| -    |
| -    |
| -    |
| -    |

| Langue   | %      |
| -------- | ------ |
| Anglais  | 62,6 % |
| Français | 3,6 %  |
| Allemand | 0,0 %  |
| Espagnol | 0,0 %  |
| Russe    | 0,0 %  |

#### Français
Après son entrée dans l'Organisation internationale de la francophonie (OIF) en 2004, la Grèce lance un projet de « re-francisation » de la population grecque, historiquement très francophile : en effet, le français était la langue internationale du tourisme, de la diplomatie et les lettrés jusqu'en 1940. En 2005 le français rentre comme LV2 dans certaines écoles du pays, puis en 2008-2009 le programme est élargi à toutes les écoles du pays pour qu'elles puissent proposer le français comme langue LV1 ou LV2.
Entre 2002-2003 et 2009-2010 l'apprentissage du français a augmenté de + 8 %  en Grèce.
Le pourcentage de la population totale des élèves du niveau primaire qui apprennent le français en 2009/2010 est de 24,4 % (contre 96,1 % pour l'anglais et 22,4 % pour l'allemand), ce qui représente le 4e pourcentage le plus élevé des 28 pays de l'Union européenne après le Luxembourg (83,6 %), le Royaume-Uni (69,5 %) ainsi que la Communauté flamande de Belgique (31,5 %).
Entre 2013 et 2014 le Grèce a enregistré une forte hausse d'apprenants du français dans les Alliances françaises de + 40 % .

## Les minorités ethnolinguistiques
Il existe en Grèce quatorze minorités ethniques parlant cinq groupes linguistiques autres que le grec : albanais, arménien, roman balkanique, slave balkanique et turc.
Les aroumains ou valaques parlent l'aroumain ; les bulgares orthodoxes et quelques bulgares musulmans (appelés Pomaks) sont locuteurs du bulgare ; les slaves orthodoxes de Macédoine du macédoslave ; les Roms (dits « Tsiganes ») sont locuteurs du romani ; la langue tosque, le guègue, des dialectes albanais, dominent parmi les Tsámides, un groupe humain présent en Épire.
On constate une baisse importante du nombre des romanophones et des slavophones orthodoxes, qui délaissent leur langue pour le grec, se reconnaissant pour la plupart dans l'helleniki ethniki koinonia (« communauté nationale hellénique »), et évitent toute revendication particulière pour ne pas être accusés de « séparatisme ».
Les Romaniotes (juifs grecs) sont locuteurs du yévanique mais la plupart sont passés au grec ; les Séfarades (juifs saloniciens, principale communauté avant la Shoah) sont locuteurs du ladino.
À ces minorités on peut ajouter plusieurs dizaines de milliers de Grecs « de souche hellénique », locuteurs de langues helléniques autres que le grec moderne : les Tsakones du Péloponnèse (parlant un dialecte à traits doriens), les Pontiques parlant le grec pontique (Ποντιακά, Ρωμαίικα) et les Micrasiates parlant cappadocien (Καππαδοκική γλώσσα).

### Citoyens étrangers en Grèce, par nationalité
|                            | 2011       |
| -------------------------- | ---------- |
| Grèce (tous les habitants) | 10 815 197 |
| Grèce (nationalité)        | 9 903 268  |
| Total étrangers            | 911 929    |
| Albanie                    | 480 824    |
| Bulgarie                   | 75 915     |
| Roumanie                   | 46 523     |
| Pakistan                   | 34 177     |
| Géorgie                    | 27 400     |
| Ukraine                    | 17 006     |
| Royaume-Uni                | 15 386     |
| Chypre                     | 14 446     |
| Pologne                    | 14 145     |
| Russie                     | 13 807     |
| Inde                       | 11 333     |
| Bangladesh                 | 11 076     |
| Allemagne                  | 10 778     |
| Égypte                     | 10 455     |
| Moldavie                   | 10 391     |
| Philippines                | 9 804      |
| Autres pays et apatrides   | 108 436    |

Source : (en) http://www.statistics.gr/portal/page/portal/ESYE/BUCKET/General/nws_SAM01_EN.PDF, pages 7 à 10.